# Il Girasole Edizioni
Il Girasole Edizioni è una casa editrice italiana, attiva dal 1986.

## Storia
La casa editrice Il Girasole nasce a Valverde (CT) nell'agosto 1986, fondata dal poeta e scrittore Angelo Scandurra.
Finora, nei quasi trent'anni di attività, ha pubblicato oltre cento libri di poesia, narrativa e saggistica – suddivisi in sei collane – firmati da importanti autori italiani e stranieri.

## Collane

### Le gru d'oro
I libri della collana Le gru d'oro. Collana di poesia e narrativa sono caratterizzati da copertina gialla.
1. Carlo Muscetta, Versi e versioni, 1986
2. Luigi Compagnone, La scadenza, 1987
3. Luca Canali, Sala Hobby, 1989
4. Roberto Roversi, L'Italia sepolta sotto la neve, 1989
5. Fiore Torrisi, I rimproveri, 1990
6. Giuseppe Bonaviri, Apologhetti, 1991
7. Eugenio Vitarelli, La chiurma, 1991
8. Gesualdo Bufalino, Il Guerrin Meschino, 1991
9. Mario Rigoni Stern, Il poeta segreto, 1992
10. Giuseppe Fava, La ragazza di luglio, 1993, nota di Claudio Fava
11. Antonio Corsaro, Quartine cloniche, 1993
12. Sebastiano Addamo, Piccoli dei, 1994
13. Elio Pecora, L'occhio corto, 1995
14. Ingamaj Beck, Dopo Pontormo, 1995, traduzione di Carmen Giorgetti
15. Gesualdo Bufalino, I languori e le furie, 1995
16. Eugenio Vitarelli, La sete, 1995
17. Paul Gervais, Gar-an-guli, 1996, traduzione di Daniela Marcheschi
18. Diapason di voci. Omaggio a Sandro Penna, 1997, a cura di Elio Pecora
19. Ezra Pound, Lettera dalla Sicilia e due frammenti ritrovati, 1997, a cura di Mary De Rachewiltz
20. Armando Patti, Un orologio vuoto, 1998
21. Carlo Muscetta, Altri versi e altre versioni, 1998
22. Michelangelo Antonioni, Comincio a capire, 1999, nota di Carlo Di Carlo
23. Enzo Marangolo, La malinconia, 2000
24. Federico De Roberto, L'erede, 2001, introduzione di Rosario Castelli
25. Armando Patti, Il gaio corpo, 2002
26. Vincenzo Palumbo, Babbei, 2002
27. Armando Patti, Essere viaggio, 2003
28. Tonino Guerra, La prima luce, 2005

### Le spighe
I libri della collana Le spighe. Collana di opere prime sono caratterizzati da copertina verde.
1. Teresa Micciché, La ballata di Till, 1989
2. Gabriella Vergari, Inganni cortesi, 1990
3. Piero Ristagno, Viaggiatori, 1991, nota di Roberto Roversi
4. Mimmo Gerratana, L'ombelico del mondo, 1992
5. Marietta Salvo, L'insano gesto, 1993
6. Alfio Somenzari, Uno solo di noi, 1993, nota di Frediano Sessi
7. Gianamleto Feraboli, Poesie di Crotta D'Adda, 1993, traduzione e nota di Nino Crimi
8. Marisa Di Iorio, Controluce, 1997, nota di Elio Pecora
9. Biagio Guerrera, Idda, 1997, nota di Totò Roccuzzo
10. Biagio Salmeri, La via umida, 1999, nota di Salvatore Silvano Nigro
11. Clelia Tomaselli, Sull'asprezza del crinale, 1999, nota di Silvana La Spina
12. Carmela Pasqualino Ballarò, La principessa delle zammàre, 2000, nota di Domenico Amoroso
13. Finetta Guerrera, Teoria delle ombre, 2001, nota di Salvatore Scalia
14. Isidoro Aiello, L'essenziale, 2004, nota di Emilio Isgrò
15. Maria Stella, Accompagnarti, 2004, prefazione di Giovanna Ioli
16. Vincenzo Morteo, Giovani parole, 2004
17. Fabrizio Dall'Aglio, La strage e altre poesie, 2004, scritto di Valerio Nardoni

### Dioniso
I libri della collana Dioniso. Segni, testimonianze, presenze sono caratterizzati da copertina nera.
1. Manlio Sgalambro, Del metodo ipocondriaco, 1990
2. Dario Fo, La fine del mondo, 1990
3. Manlio Santanelli, Ritratti di donne senza cornice, 1990
4. Carlo Muscetta, L'erranza, 1992
5. Praga palcoscenico dell'est, 1992, a cura di Luisa Fiorello e Gianni Salvo
6. Antonio Di Grado, Casa La Gloria, 1992
7. Giovanni Testori, Tentazione nel convento, 1993
8. Novelle in margine, 1993, a cura di Marcella Strazzuso
9. Angelo Romanò-Gesualdo Bufalino, Carteggio di gioventù, 1994, a cura di Nunzio Zago
10. Alessandro Dumas, Mariano Stabile. Sindaco di Palermo, 1994, a cura e traduzione di Roberto Severino
11. Maria Teresa Lanza, Pensieri di una mosca, 1996
12. Antonio Motta, Con Bufalino nell'atelier di Guccione, 1997
13. Leonardo Sciascia. Amateur d'estampes, 1998, a cura di Francesco Izzo, introduzione di Gianfranco Grechi
14. Una poesia per Michelangelo, 2002, testi di Enrica Antonioni-Carlo Di Carlo
15. Maria Teresa Lanza, Passaggi, 2003
16. Manlio Sgalambro, Quaternario. Racconto parigino, 2006
17. Vittorio Stella, Epicedio per la libertà indifesa, 2007

### Albatros
I libri della collana Albatros. Collana d'arte sono caratterizzati da copertina colorata.
1. Vittorio Pantò, Giochi da pazzi, 1991, testi di Nino Borsellino, Marisa Bulgheroni, Aldo Clementi, Carlo Muscetta
2. Tonino Guerra, L'impiccagione dei pesci grossi, 1991, nota di Michelangelo Antonioni, scritto di Roberto Roversi
3. Michelangelo Antonioni, A volte si fissa un punto…, 1992, testi di Carlo di Carlo, Carlo Muscetta, Alain Robbe-Grillet, Martin Scorsese
4. Francesco Pennisi, Paesaggi di memoria inattendibile, 1994, nota di Mario Bortolotto, scritto di Graziella Seminara Tiralosi
5. Tonino Guerra, Viaggi vagabondi, 2000
6. Piero Guccione, Stesure, 2005, nota di Stefano Malatesta
7. Domenico Faro, Luce e silenzio, testi di Luisa Adorno e Giulia Fusconi
8. Bruno Caruso, Luoghi e figure del mondo verghiano, 2006, introduzione di Natale Tedesco
9. Franco Samari, Stato di necessità. Arte: equilibrio-annullamento, 2008

### Efesto
I libri della collana Efesto. Collezione di scritture sono caratterizzati da copertina bianca.
1. Joan Perucho, Giorni di Sicilia e di Germania, 2003, a cura e traduzione di Giovanni Miraglia
2. Sebastiano Burgaretta, Le 'olàm, 2004, introduzione di Franco Loi
3. Bruno Caruso, La memoria del pittore, 2004
4. Eugenio Vitarelli, Due racconti, 2005
5. Carlo Muscetta, Per poter vivere, 2005
6. Luca Canali, Diario di un pedagogo inquieto, 2005
7. José Ángel Valente, Il fulgore, 2005, a cura e traduzione di Miguel Ángel Cuevas
8. Molière, Tartufo o l'impostore. Presentazione e traduzione di Carlo Muscetta, 2006, postfazione di Mario Maranzana
9. Giampaolo Rugarli, Clandestino a bordo, 2006
10. Manlio Santanelli, Napoli miele e fiele. Omaggio a Salvatore Di Giacomo, 2006, prefazione di Mimmo Liguoro
11. Antonio Motta, Bruno Caruso. Pittore di ragione, 2006, litografia di Bruno Caruso
12. Giuseppe Quatriglio, Il coccodrillo del Papireto, 2007
13. Isidoro Aiello, Colombe vittoriose, 2007, nota di Salvatore Ferlita
14. Carlo Muscetta, Caro Pavese, tuo Muscetta, 2007, introduzione di Giulio Ferroni, note di Enzo Frustaci
15. José Ángel Valente, Tre lezioni di tenebre, 2009, traduzione di Miguel Ángel Cuevas
16. Scupa!-Vite di carta, 2009
17. Antonio Aniante, Il mercato dei miracoli-Mezzuomo, 2009
18. Carlo Muscetta, Rocco Scotellaro e la cultura dell'uva puttanella, 2010
19. Manlio Sgalambro, Nell'antro della pecora di ferro, 2011
20. Isidoro Aiello, Tela di ragno, 2011
21. Carlo Muscetta-Alfonso Gatto, Lettere, 2011
22. Miguel Ángel Cuevas, Scrivere l'incàvo, 2011, traduzione di Miguel Ángel Cuevas
23. Aïcha Bassry, Lo sfavillio dei lillà, 2012
24. Carlo Muscetta-Leone Ginzburg, Carteggio inedito, 2012
25. Marco Nereo Rotelli, Parole per mare, 2012
26. Goliarda Sapienza, Siciliane, 2012
27. Carlo Levi, Due racconti etnei, 2014
28. Manlio Sgalambro, Dal ciclo della vita, 2014, litografia di Franco Battiato, risvolto di Angelo Scandurra

### I diamantini
1. Ineke Holzhaus, Poesie (da Hond in Pompeï), traduzione di Sabrina Corbellini
2. Marko Kravos, Impulsi di coppia, traduzione di Betocchi-Roberto Dedenaro-Marko Kravos (da Pami zagon), immagini di Luigi Pasquali
3. Fernando Bandini, Un altro inverno, immagini di Elena Molena
4. Hans Raimund, Poesie, traduzione di Augusto Debove, immagini di Pino Polisca
5. Stephen Watts, Poesie, traduzione di Cristina Viti, immagini di Umberto Giovannini
6. Elena Salibra, Poesie, traduzione di Franziska Raimund, immagini di Vincenzo Piazza
7. Paul Polansky, Poesie (dal ciclo Searching for trails), traduzione di Roberto Nassi